# Jean de Fonvive
D'abord pasteur dans le Périgord, puis éditorialiste et fondateur à Londres du journal Post Man, édité trois fois par semaine, Jean de Fonvive est l'une des figures de la diaspora des huguenots, exilée après la révocation de l'édit de Nantes en 1685. 

## Biographie
Fils d'Henry et Joanna Espinasse, Jean de Fonvive est né dans le village périgourdin de Fonvive. Lorsqu'il émigre à Londres, il commence à travailler comme traducteur pour la maison d'édition de Richard Baldwin, qui a déjà un projet de quotidien, qui n'aboutira cependant pas. Ce dernier est en contact avec Abel Roper, l'éditeur du journal Post Boy, mais leur collaboration ne débouche pas, pour des raisons politiques. Richard Baldwin se tourne alors vers Jean de Fonvive pour lancer en 1695 le Post Man.
Naturalisé anglais en 1702 Jean de Fonvive a pris le prénom anglais de John. À Londres, il a vécu dans une maison de Castle Street, près de Charing Cross, un secteur où les réfugiés huguenots étaient nombreux. Un autre huguenot, Pierre Motteux, fit paraître dès 1692 le Gentleman's Journal, tandis qu'Abel Boyer (1667-1729), fils d'un consul protestant de Castres arrivé en 1689, édite au même moment le Post Boy.
Dans une lettre de 1705, Jean de Fonvive affirme qu'il parvient à gagner 600 £ par an, avec son Post Man, qui sort trois fois par semaine et acquiert une réputation de fiabilité grâce au réseau de la diaspora des huguenots à travers le monde. Le journal est jugé proche des idées des whigs par ses détracteurs du camp opposé, les tories.
On lui a proposé, en échange d'un salaire de 400 £ par an de prendre la fonction d'éditorialiste de la London Gazette, mais il a refusé. En 1720, il cesse ses fonctions au Post Man et se consacre à l'hôpital des pauvres protestants français de Londres, fondé en 1718. On lui connaît un enfant unique, sa fille Marie-Gabriel de Fonvive. En 1720 aussi, il achète pour 1 000 £ des actions de la Compagnie des mers du Sud, comme le racontera son contemporain, l'intellectuel anglais John Toland.
Jean de Fonvive était très lié à Charles Delafay, secrétaire dans la mission britannique chargée de négocier le traité de Ryswick de 1697 et qui l'a aidé, en tant que distributeur de journaux, pour la diffusion de son Post Man.
Sa correspondance montre qu'il a prêté à Pierre Des Maizeaux, un des jeunes leaders de la communauté huguenote et wallonne d'Amsterdam et Londres, le mémoire écrit par le chef camisard, Jean Cavalier.